# Dudey Moore
Donald Wilson Moore, detto Dudey (Pittsburgh, 5 aprile 1910 – Bristol, 8 aprile 1984), è stato un cestista e allenatore di pallacanestro statunitense, professionista nella NBL.

## Carriera
Giocò per due stagioni nella NBL, disputando complessivamente 21 partite con 3,4 punti di media.

## Palmarès

### Allenatore
- Campione NIT (1955)